# Endeavour River National Park
Endeavour River National Park är en park i Australien. Den ligger i delstaten Queensland, omkring 1 600 kilometer nordväst om delstatshuvudstaden Brisbane. Endeavour River National Park ligger 11 meter över havet. Arean är 22,0 kvadratkilometer.
Trakten är glest befolkad. Närmaste större samhälle är Cooktown, nära Endeavour River National Park.
Trakten runt Endeavour River National Park består huvudsakligen av våtmarker. Genomsnittlig årsnederbörd är 1 696 millimeter. Den regnigaste månaden är mars, med i genomsnitt 461 mm nederbörd, och den torraste är augusti, med 14 mm nederbörd.